# Antonio Berlese
Antonio Berlese ( * 1863 - 1927) fue un entomólogo y botánico italiano.

## Biografía
Alumno de Giovanni Canestrini (1835-1900), realizó estudios de zoología en la Escuela Superior de Portici, y obtuvo un puesto en el Instituto de Entomología Agrícola en 1903 que conservó hasta su muerte. Llegó a Director de la Estación de Entomología Agraria de Florencia.
Trabajó sobre los insectos perjudiciales, especialmente de árboles frutales. Entre los 300 artículos que publicó durante su vida, hay que mencionar los dos libros Gli insetti loro organizzazione, sviluppo, abitudini e rapporti con l’uomo —en dos volúmenes, 1909 y 1925— y la serie titulada Acari, Myriapoda et Scorpiones hucusque in Italie reperta publicada entre 1882 y 1903 con 101 números ilustrados y más de mil planchas, realizadas por el mismo Berlese. Fue un gran especialista en los hemípteros Coccoidea.

Esquema del aparato de Berlese

Con su hermano, Augusto N. Berlese (1864-1903), fitopatólogo de vegetales y de setas, fundaron la Revista di Patologia vegetale en 1892. En 1903, fundó la revista Redia que dirigió hasta su muerte. Esa publicación tenía como objetivo promover los estudios en el campo de la zoología de la agricultura, y de los forestales, con una predominancia hacia la entomología, la acarología y la nematología, para mejorar el conocimiento de estos grupos taxonómicos y como medio de lucha contra sus efectos nocivos.
Su nombre está asociado con un sistema de extracción de la pequeña fauna del suelo, llamado "unidad (o embudo) de Berlese», siendo ampliamente utilizado en la actualidad. En la ilustración de la izquierda, se muestra un diagrama de su instalación. El dispositivo es simple y se basa en el miedo de los animales a la luz y la sequía que viven en el suelo. Un embudo (E) contiene un lecho de suelo o paja (D). Una fuente de calor (F), como es una simple lámpara eléctrica (G), calentando el lecho. Los animales que caen huyen de la desecación del lecho, descendiendo por el embudo, un filtro de malla grande (C) evitando que el lecho caiga, pero no la fauna, que caerán en un líquido conservante (A) contenido en un recipiente (B).

## Algunas publicaciones
- 1905. Apparecchio: Per Raccogliere Presto E in Gran Numero Piccoli Arthropodi. 8 pp. Reeditó Kessinger Publishing, 2010, ISBN 1160791783

### Libros
- 1896. Acari myriopoda et scorpiones, hucusque in Italia reperta: Ordo crptostigmata (oribatidae). Ed. Sumptibus auctoris. 96 pp.
- -------, Giuseppe Lopriore. 1897. Concorso internazionale di filtri per mosti e vini e di apparecchi per la vinificazione nei paesi caldi tenuto in Catania presso la R. Scuola di viticoltura ed enologia nel settembre e ottobre del 1896. Nº 214-218 de Notizie intorno alle cocciniglie americane che minacciano la frutticultura europea. Ed. Tipografia nazionale di G. Bertero. 142 pp.
- 1903. Acari Nuovi: Manipulus 1-6, 9. Reeditó BiblioLife en 2010, 30 pp. ISBN 1149685379
- 1906. Monografia del Genere Gamasus Latr. Ed. Tip. di M. Ricci. 304 pp. Reeditó Kessinger Publishing, 2010, 244 pp. ISBN 1160196869
- 1979. Pauropoda ; Diplopoda. Volumen 12 de Complete acarological works : Acari, Myriopoda et Scorpiones hucusque in Italia reperta. 272 pp.
- -------, , L. van der Hammen. 1979. Complete acarological works: acari, myriopoda, et scorpiones hucusque in Italia reperta. Ed. Junk

- La abreviatura «A.Berl.» se emplea para indicar a Antonio Berlese como autoridad en la descripción y clasificación científica de los vegetales.[2]

## Fuente
- Heinrich Dörfelt & Heike Heklau. 1998. Die Geschichte der Mykologie